# Nellie Constance Martyn
Nellie Constance Martyn (12 de junio de 1887 – 28 de noviembre de 1926) fue una mujer de negocios australiana que llegó a presidir Steel Company, compañía dedicada al acero en Australia, tras la muerte de su padre. Fue una gran defensora de las mujeres y representó a algunas organizaciones femeninas.

## Primeros años
Nellie Constance Martyn nació el 12 de junio de 1887 en Charlton, Victoria. Sus padres eran Ballarat-born James y Lucy (Partridge, apellido de soltera) Martyn. Su padre trabajaba como maestro de escuela y como vendedor de tejidos, pero en 1900 se hizo cargo de una acería en el suburbio de Melbourne, en Brunswick.

## Carrera
Desde muy pronto, Martyn quiso trabajar en la acería de su padre, pero la formación que había recibido era como masajista. Para aprender los requerimientos del negocio, aprendió taquigrafía y mecanografía y presentó a su padre su candidatura para trabajar con él. Trabajó como secretaria personal de su padre tras descubrir un error en los libros de cuentas de la compañía.
Martyn desarrolló sus habilidades para hablar en público como miembro de la Liga Nacional de Mujeres australianas. Durante la Primera Guerra Mundial se mostró muy activa en la campaña de reclutamiento, y en 1917 fue miembro del Comité Estatal de Reclutamiento de Victoria.
Antes de viajar al extranjero en 1923, su padre le otorgó poder legal para llevar el negocio en su ausencia. Anteriormente, el padre de Nellie Constance Martyn fue presidente de la Cámara Victoriana de Fabricantes y representó a empresarios australianos en la Conferencia Laboral Internacional de Ginebra en octubre de 1923. Falleció de neumonía estando en Londres, convirtiéndose su hija en directora general del negocio familiar, Steel Company of Australia.
En 1925, Martyn aceptó su candidatura al parlamento estatal como representante de la Federación Nacionalista pero, en un mitin de las Ciudadanas Victorianas, expresó sus preocupaciones:
"My soul is my own now, and I am considered honest — I wouldn't be regarded as honest for very long if I did get in. Any woman who enters our Parliament will be faced continually with compromise. I abominate compromise. She will find herself isolated. But she might just as well stand alone in her ideality— this is going to be her greatest contribution to political life — as lend herself to political 'jobbery.' However, if my selection goes forward I shall be willing to pay the price". — Nellie Martyn, The Herald
También declaró la importancia de que las mujeres políticas se involucrasen en todos los aspectos de la elaboración de leyes, no sólo en aspectos relacionados con el bienestar de mujeres y niños.
En 1910 Martyn fue una de las primeras mujeres conductoras de vehículos en Victoria. En 1926 era conocida "no sólo como conductora experta sino también como motorista imperturbable".
Martyn estaba implicada activamente en la Asociación Cristiana de Mujeres Jóvenes y ayudaba como tesorera y, más tarde, como presidenta. En el momento de su muerte era presidenta del Club de Mujeres Profesionales y Empresariales, del cual era miembro fundador. También patrocinó durante mucho tiempo el Hospital Queen Victoria.

## Fallecimiento y legado

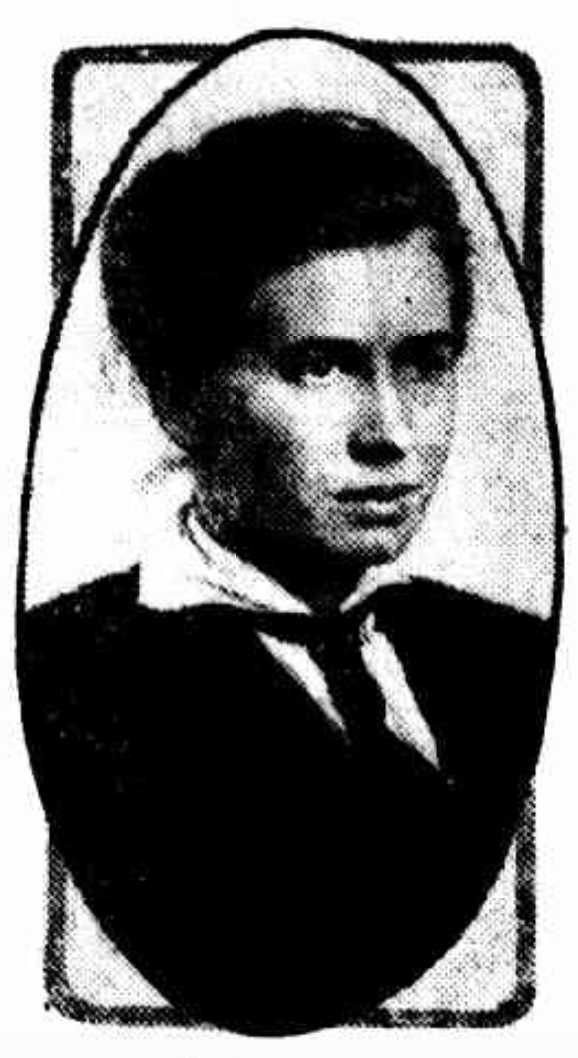
Nellie Constance Martyn

Martyn murió de cáncer el 28 de noviembre de 1926 en su casa, "Astolat", en Camberwell.
A su funeral, en el cementerio Box Hill, asistieron unos 1,000 empresarios y amigos personales, incluyendo más de 150 de los trabajadores de su compañía. Entre los asistentes se encontraba Sir William Murray McPherson, posteriormente Presidente del estado de Victoria, y Essington Lewis, director de BHP Steel, así como miembros del comité de la Asociación Cristiana de Mujeres Jóvenes. El periódico The Argus informó de que "el cortejo fúnebre tenía una longitud de aproximadamente 2 kilómetros y se recibieron cientos de coronas de flores enviadas por diferentes compañías de Melbourne."
Una necrológica en el periódico The Herald, firmada por F.A.R. citaba una frase de Sir John Monash, que había dirigido una visita de empresarios de Melbourne a Yallourn unos años antes: "El mejor hombre de todos era la señorita Martyn".
Su patrimonio, valorado en £11,000, lo legó a su hermana, hermanos y amigos.
Martyn Close, un suburbio de Chisholm, en Canberra, fue nombrado en su honor.